# Зорићи
Зорићи (рус. Зоричи) су руски племићи српског порекла (пресељени у Русију 1750-их година).

## Зорићи познати у служби Руске империје:
- Зорић, Максим Фјодоровић (1719—1775) - генерал-потпуковник, први командант Изјумског хусарског пука.
- Зорић, Симеон Гавриловић (1743-1799) (усвојени рођак претходног) - генерал-потпуковник, један од миљеника царице Катарине Велике, оснивача Шкловске племићке школе.

## Опис грба
Четвороструки штит. У 1. златном пољу стрела која лети налево раширених крила, сва сребрна; у 2. азурном пољу је плочаста рука са подигнутим мачем, између два сребрна крила; у 3. азурном пољу витез у галопу са подигнутим мачем и овалним штитом са црним крстом од детељице; у 4. златном пољу налази се сребрни лав који држи штуку са дворепом војничком значком у оклопу.
Штит је надвишен крунисаним шлемом. Гребен: перјаница од три сребрна нојева пера. Назив: азурно са златном поставом  .